# Дойчо Иванов
Дойчо Иванов Иванов е български общественик, роден на 25 ноември 1954 г. в село Душанци, община Пирдоп. В професионалната си кариера работи като учител, журналист и главен редактор на общински и частни вестници в град Пирдоп. Завършил е българска филология във ВТУ „Св. св. Кирил и Методий“ през 1979 г., и задочно журналистика през 1989 г. в СУ „Св. Климент Охридски“. Член е на Съюза на българските журналисти.

## Професионална и обществена дейност
От 2003 г. до 2019 г. е уредник на Къща музей „Димчо Дебелянов“ в град Копривщица, като дейността му не се изчерпва единствено с текущите грижи за музея и неговите посетители. По това време прави редица изследвания, свързани с живота, смъртта, литературното наследство и послесмъртното признание на поета. На 26 февруари 2013 г. Дойчо Иванов представя в синтезиран и професионален вид мястото и ролята на Копривщица и нейните жители за културното и духовно израстване на българския народ в светлината на 190-годишнината от рождението на Найден Геров, в Българския културно-информационен център в Скопие, Северна Македония.
Литературна вечер посветена на живота и творчеството на великия поет Димчо Дебелянов се провежда на 31 март 2017 г, в Панагюрище. Инициатор на събитието е „Литературен салон“ към Народно читалище „Виделина“. На културното събитие Дойчо Иванов представя няколко от излезлите в последните години книги с творчеството на поета или с описания на факти и събития свързани с живота и творчеството, по случай на 130-годишнината от рождението му.
Както и на неговият предшественик като уредник на музея на Дебелянов Славимир Генчев, на неговите плещи също ляга ежегодното организиране под патронажа на Дирекция на музеите в града провеждане на „Дебелянови вечери“, придружени с тържественото връчване на Националната литературна награда „Димчо Дебелянов“ (връчвана на всеки две години). Празниците са украсени с поетични четения от авторите или наши артисти и музикални камерни изпълнения.

## Издадени трудове
- Из летописа на село Душанци – Издателство „Златен змей“. Душанци. 2012 – съвместно издание на Панчо Балов – Майски и Дойчо Иванов. ISBN 978-954-776-021-9.
- Да се завърнеш... – Книга-фотоалбум. Издателство „Златен змей“. София – Копривщица. 2019 ISBN 9789547760424
- Иванов, Д., Къщата – бащина и родна за всеки българин. Литературен свят. бр. 17, 24 октомври 2017 г.[6]

## Редактор
- Ослекова, Е. „Дива трева“ – редактор Дойчо Иванов, печат Ango boY[7]
- Ослекова, Е. „Храм под небето“ – редактори Р. Атанасова и Дойчо Иванов, печат Ango boY[8]

## Обществено признание
На организираните през 2019 г. ежегодни празници, посветени на живота и творчеството на Димчо Дебелянов в родния дом на поета Дойчо получава специална грамота за своя изключителен принос в издигане престижа на къща музей „Димчо Дебелянов“.На 30 октомври 2020 г. Дойчо Иванов е удостоен с грамота „Будител 2020“ за своя за значим принос в изследването, съхранението и развитието на историческата памет и културното наследство на село Душанци.